# Бирлик (Курчумский район)
Бирлик (каз. Бірлік, до 2009 г. — Вознесеновка) — село в Куршимском районе Восточно-Казахстанской области Казахстана. Входит в состав Сарыоленского сельского округа. Находится примерно в 13 км к востоку от районного центра, села Куршим. Код КАТО — 635259300.

## История
Раньше село называлось Вознесеновка, это название было дано ему в честь православного праздника Вознесения Господня.

## География
Село стоит на левом берегу течения реки Курчум.

## Население
В 1999 году население села составляло 618 человек (324 мужчины и 294 женщины). По данным переписи 2009 года, в селе проживал 471 человек (239 мужчин и 232 женщины).